# Aphrovelia
Aphrovelia is een geslacht van wantsen uit de familie beeklopers (Veliidae). Het geslacht werd voor het eerst wetenschappelijk beschreven door J. Polhemus & D. Polhemus in 1988.

## Soorten
Het genus bevat de volgende soort:

- Aphrovelia phoretica J. Polhemus & D. Polhemus, 1988